# Polen-Rundfahrt 2024

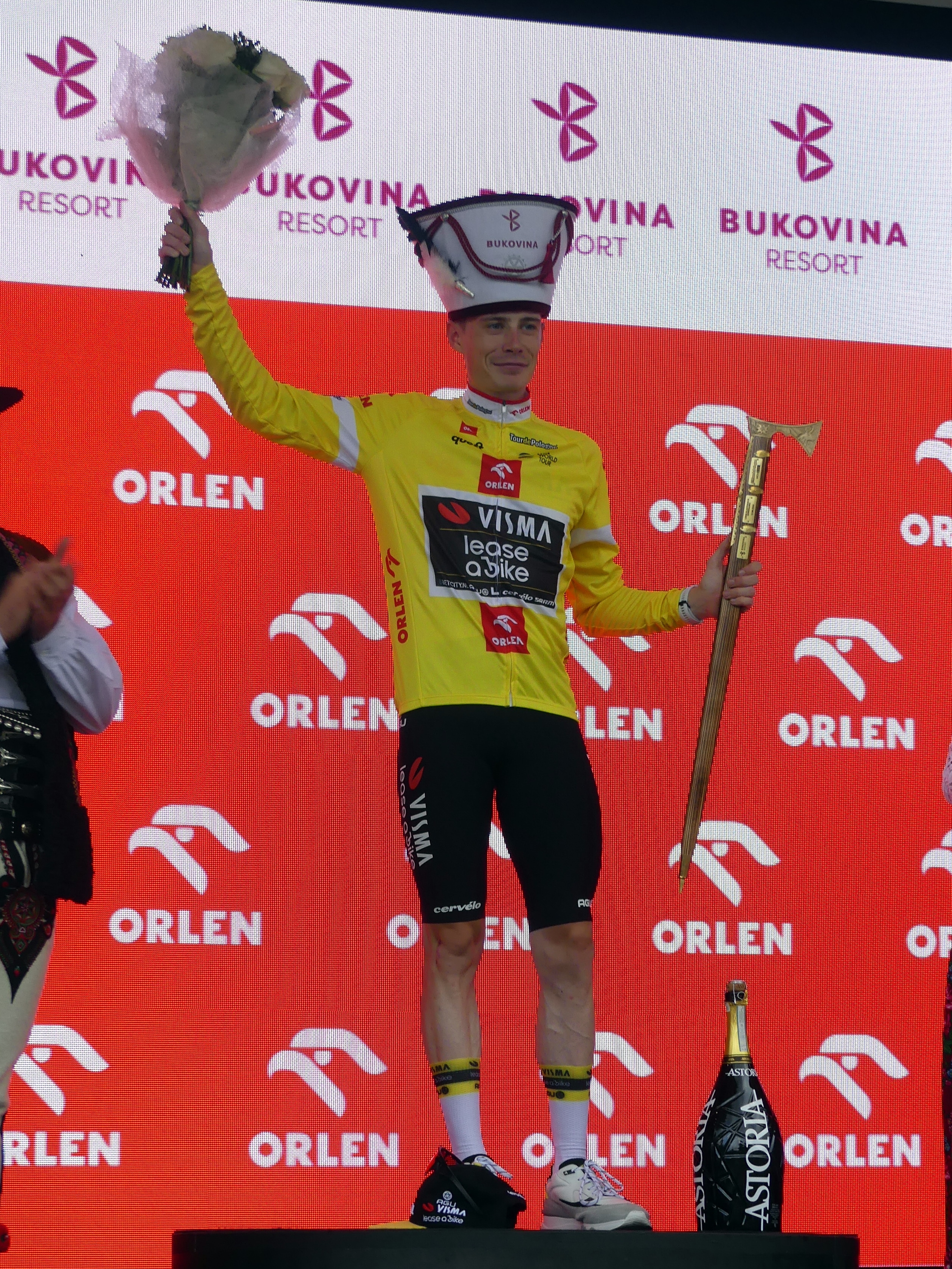
Gesamtsieger 2024 der Polenrundfahrt: Jonas Vingegaard

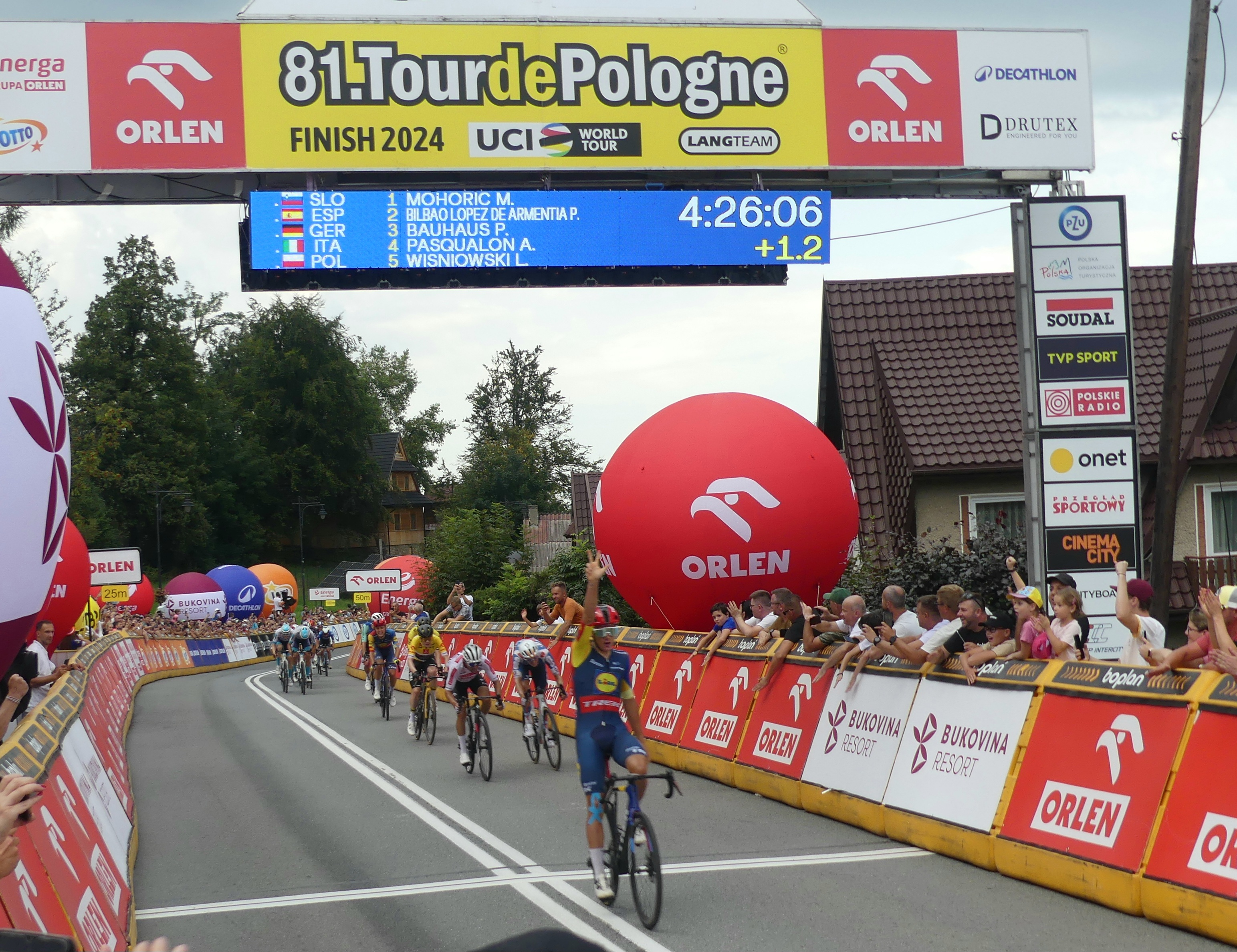
Tour de Pologne 2024, Ziel in Bukowina Tatrzańska

Die Polen-Rundfahrt 2024 war die 81. Austragung des polnischen Etappenrennens. Das Radrennen fand vom 12. bis zum 18. August im Rahmen von sieben Etappen statt und war Teil der UCI WorldTour 2024.
Den Gesamtsieg sicherte sich der Däne Jonas Vingegaard (Team Visma-Lease a Bike), der sich mit einem Vorsprung von 13 Sekunden vor Diego Ulissi (UAE Team Emirates) durchsetzte. Sein Teamkollege Wilco Kelderman belegte mit einem Rückstand von 20 Sekunden den dritten Gesamtrang. Diego Ulissi gewann die Punktewertung, während sich Michał Paluta (polnisches Nationalteam) in der Bergwertung durchsetzte. Die Wertung des aktivsten Fahrers ging an den Polen Norbert Banaszek. In der Mannschaftswertung setzte sich das UAE Team Emirates durch.

## Streckenführung
Insgesamt mussten die Fahrer auf den sieben Etappen 1036,2 Kilometer zurücklegen. Es standen drei flache und drei hüglige Etappen mit kleinen Bergankünften, sowie ein Bergzeitfahren auf dem Programm. Die Rundfahrt wurde in Breslau gestartet und führte bereits auf dem ersten Abschnitt in das Riesengebirge, wo eine Bergankunft bei Karpacz (818 m) stattfand. Tags drauf diente Karpacz als Zielort des einzigen Einzelzeitfahrens, das von Mysłakowice über 15,4 Kilometer stetig bergauf führte. Auch die dritte Etappe wurde im Riesengebirge ausgetragen, wobei das Ziel in Duszniki-Zdrój (677 m) im Anschluss an einen hügligen Rundkurs erreicht wurde. Auf dem weiteren Weg gen Osten dienten Prudnik und Katowice als Zielorte. Die sechste Etappe führte die Fahrer in die Hohe Tatra, wo eine weitere kleine Bergankunft beim Bukovina Resort auf einer Höhe von 937 Metern stattfand. Zum Abschluss ging es nach Krakau, wo ein Massensprint als wahrscheinlich galt. Den höchsten Punkt des Rennens stellte der Przełęcz Krowiarki mit 1017 Metern Seehöhe dar.
| Etappe         | Datum               | Strecke                    | Typ                 | km     |
| -------------- | ------------------- | -------------------------- | ------------------- | ------ |
| 1              | Mo, 12. August 2024 | Breslau – Karpacz          | Mittelgebirgsetappe | 156,1  |
| 2              | Di, 13. August 2024 | Mysłakowice – Karpacz      | Bergzeitfahren      | 15,4   |
| 3              | Mi, 14. August 2024 | Wałbrzych – Duszniki-Zdrój | Hochgebirgsetappe   | 156,5  |
| 4              | Do, 15. August 2024 | Kudowa-Zdrój – Prudnik     | Mittelgebirgsetappe | 195,3  |
| 5              | Fr, 16. August 2024 | Katowice – Katowice        | Mittelgebirgsetappe | 187,6  |
| 6              | Sa, 17. August 2024 | Wadowice – Bukovina Resort | Hochgebirgsetappe   | 183,2  |
| 7              | So, 18. August 2024 | Wieliczka – Krakau         | Mittelgebirgsetappe | 142,1  |
| Gesamtdistanz: | Gesamtdistanz:      | Gesamtdistanz:             | Gesamtdistanz:      | 1036,2 |

## Reglement
Im Rahmen der 81. Auflage wurden Trikots für die Gesamtwertung (gelb), Sprintwertung (weiß), Bergwertung (weiß mit blauen Punkten) und den aktivsten Fahrer (blau) vergeben. Im Rahmen der Zwischensprints gab es die Möglichkeit, Punkte für die Wertung des aktivsten Fahrers zu sammeln. Die Zwischensprints hatten jedoch keine Auswirkung auf die Sprintwertung. Für die Teamwertung wurden die Zeiten der drei besten Fahrer pro Etappe zusammengezählt. Während den Etappen gab es die Möglichkeit, Zeitbonifikationen zu gewinnen, um sich in der Gesamtwertung zu verbessern. Die Vergabe der Sekunden sowie der Punkte für die Punkte- und Bergwertung wird in der folgenden Tabelle erklärt.
|                  |                | 1. | 2. | 3. | 4. | 5. | 6. | 7. | 8. | 9. | 10. | 11. | 12. | 13. | 14. | 15. | 16. | 17. | 18. | 19. | 20. | Platz    |
| Sprintwertung    | Zielankunft    | 20 | 19 | 18 | 17 | 16 | 15 | 14 | 13 | 12 | 11  | 10  | 9   | 8   | 7   | 6   | 5   | 4   | 3   | 2   | 1   | Punkte   |
| Aktivster Fahrer | Zwischensprint | 3  | 2  | 1  |    |    |    |    |    |    |     |     |     |     |     |     |     |     |     |     |     | Punkte   |
| Bergwertung      | 1. Kategorie   | 10 | 7  | 5  | 3  | 2  |    |    |    |    |     |     |     |     |     |     |     |     |     |     |     | Punkte   |
| Bergwertung      | 2. Kategorie   | 5  | 3  | 2  | 1  |    |    |    |    |    |     |     |     |     |     |     |     |     |     |     |     | Punkte   |
| Bergwertung      | 3. Kategorie   | 3  | 2  | 1  |    |    |    |    |    |    |     |     |     |     |     |     |     |     |     |     |     | Punkte   |
| Bonussekununden  | Zielankunft    | 10 | 6  | 4  |    |    |    |    |    |    |     |     |     |     |     |     |     |     |     |     |     | Sekunden |
| Bonussekununden  | Bonussprint    | 3  | 2  | 1  |    |    |    |    |    |    |     |     |     |     |     |     |     |     |     |     |     | Sekunden |

Weiters umfasste das Reglement Spezial-Sprints, bei denen Preisgeld vergeben werden, sowie eine U23-Wertung, die nach dem tödlich verunglückten Bjorg Lambrecht benannt ist.

## Teilnehmende Mannschaften und Fahrer
Neben den 18 UCI WorldTeams starteten auch drei UCI ProTeams sowie eine Auswahl des polnischen Nationalteams bei dem Rennen. Für jedes Team waren sieben Fahrer startberechtigt.
Als Favoriten galten: Jonas Vingegaard (Team Visma-Lease a Bike), Rafał Majka, Tim Wellens (beide UAE Team Emirates), Pello Bilbao, Matej Mohorič (beide Bahrain Victorious), Magnus Sheffield, Tobias Foss (beide Ineos Grenadiers), Andrea Bagioli, Thibau Nys (beide Lidl-Trek), Maximilian Schachmann (Red Bull–Bora–Hansgrohe), Oscar Onley, Romain Bardet (beide Team dsm-firmenich PostNL), Romain Grégoire (Groupama-FDJ) und Thibau Nys (Lidl-Trek).
Mit Tim Merlier (Soudal Quick-Step), Mads Pedersen (Lidl-Trek), Olav Kooij (Team Visma-Lease a Bike), Jordi Meeus (Red Bull–Bora–Hansgrohe), Caleb Ewan (Team Jayco AlUla), Sam Bennett (Decathlon AG2R La Mondiale Team), Phil Bauhaus (Bahrain Victorious), Laurence Pithie (Groupama-FDJ), Gerben Thijssen (Intermarché-Wanty) Casper van Uden (Team dsm-firmenich PostNL) und Stanisław Aniołkowski (Cofidis) und David Dekker (Arkéa-B&B Hotels) gingen mehrere Top-Sprinter bei der Rundfahrt an den Start.
| UCI WorldTeams | UCI WorldTeams                  | UCI WorldTeams | UCI WorldTeams          | UCI WorldTeams | UCI WorldTeams            | UCI ProTeams | UCI ProTeams           | Nationalteams |
| -------------- | ------------------------------- | -------------- | ----------------------- | -------------- | ------------------------- | ------------ | ---------------------- | ------------- |
| ADC            | Alpecin-Deceuninck              | GFC            | Groupama-FDJ            | DFP            | Team dsm-firmenich PostNL | IPT          | Israel-Premier Tech    | Polen         |
| ARK            | Arkéa-B&B Hotels                | IGD            | Ineos Grenadiers        | JAY            | Team Jayco AlUla          | Q36          | Q36.5 Pro Cycling Team |               |
| AST            | Astana Qazaqstan Team           | IWA            | Intermarché-Wanty       | TVL            | Team Visma-Lease a Bike   | TUD          | Tudor Pro Cycling Team |               |
| TBV            | Bahrain Victorious              | LTK            | Lidl-Trek               | UAD            | UAE Team Emirates         |              |                        |               |
| COF            | Cofidis                         | MOV            | Movistar Team           |                |                           |              |                        |               |
| DAT            | Decathlon AG2R La Mondiale Team | RBH            | Red Bull–Bora–Hansgrohe |                |                           |              |                        |               |
| EFE            | EF Education-EasyPost           | SOQ            | Soudal Quick-Step       |                |                           |              |                        |               |

## Rennverlauf und Ergebnisse
Die erste Etappe gewann der Belgier Thibau Nys (Lidl-Trek) im bergauf Sprint vor Wilco Kelderman (Visma-Lease a Bike) und Lukas Nerurkar (EF Education-EasyPost). Zudem konnte er eine Lücke von drei Sekunden herausfahren und schlüpfte als erster Fahrer ins Gelbe Trikot. Sein Vorsprung in der Gesamtwertung betrug aufgrund der Zeitbonifikationen sieben Sekunden. Jonas Vingegaard (Visma-Lease a Bike) überquerte den Zielstrich als Vierter mit einem Rückstand von sechs Sekunden und lag in der Gesamtwertung nun 16 Sekunden zurück.
Die zweite Etappe wurde im Rahmen eines 15,4 Kilometer langen Einzelzeitfahrens ausgetragen, das der Belgier Tim Wellens (UAE Team Emirates) mit einem Vorsprung von neun Sekunden gewann. Platz zwei ging an Jonas Vingegaard, der zugleich die Gesamtführung von Thibau Nys übernahm. Der Däne lag nun 24 Sekunden vor seinem Teamkollegen Wilco Kelderman, der während der Etappe und Sturz kam, und 25 Sekunden vor Diego Ulissi (UAE Team Emirates). Thibau Nys rutschte auf den 41. Gesamtrang ab und lag bereits mehr als drei Minuten zurück.
Auf der dritten Etappe feierte Thibau Nys seinen zweiten Etappensieg, nachdem er sich im Sprint aus einer kleinen Gruppe vor Diego Ulissi und Wilco Kelderman durchsetzte. Jonas Vingegaard verteidigte das Gelbe Trikot, wobei sein Vorsprung aufgrund der Zeitbonifikationen auf 19 Sekunden schmolz. Sein erster Verfolger war nun Diego Ulissi, der eine Sekunde vor Wilco Kelderman auf dem zweiten Gesamtrang lag.
Die vierte Etappe endete im ersten Massensprint den Olav Kooij (Visma-Lease a Bike) vor Sam Bennett (Decathlon AG2R La Mondiale) und Mads Pedersen (Lidl-Trek) für sich entschied. Matej Mohorič (Bahrain Victorious) sicherte sich im Verlauf der Etappe fünf Bonussekunden und rückte auf den sechsten Gesamtrang vor, wobei sein Rückstand auf Jonas Vingegaard mit 44 Sekunden weiterhin relativ groß war.
Auch auf der fünften Etappe kam es zu einem Massensprint den Tim Merlier (Soudal Quick-Step) vor Jordi Meeus (Red Bull–Bora–Hansgrohe) und Olav Kooij gewann. Im Finale kam es zu einem Sturz, in den auch Mads Pedersen (Lidl-Trek), Caleb Ewan (Jayco AlUla) und Phil Bauhaus (Bahrain Victorious) involviert waren. Der Erstgenannte verließ tags drauf die Rundfahrt.
Auf der sechsten Etappe feierte Thibau Nys seinen dritten Etappensieg, wobei er sich erneut im Sprint aus einer kleinen Gruppe durchsetzte. Hinter dem Belgier belegte Diego Ulissi den zweiten Rang und reduzierte seinen Rückstand auf Jonas Vingegaard auf 13 Sekunden. Der dritte Etappenrang ging an Oscar Onley (dsm-firmenich PostNL), der sich in die Top 10 der Gesamtwertung schob.
Die siebte und letzte Etappe endete in einem Massensprint, den Olav Kooij vor Tim Merlier und Gerben Thijssen (Intermarché-Wanty) gewann. Jonas Vingegaard verteidigte das Gelbe Trikot und gewann die Rundfahrt mit einem Vorsprung von 13 Sekunden vor dem Italiener Diego Ulissi.

### Etappe 1: Breslau – Karpacz (156,1 km)
Die erste Etappe startete in Breslau und endete mit einer Bergankunft in Karpacz auf einer Höhe von 818 Metern. Der Start erfolgte vor dem Vier-Kuppel-Pavillon und der Jahrhunderthalle, ehe es flach nach Kąty Wrocławskie ging. In der frühen Rennphase setzten sich mit Jan Maas (Jayco AlUla), Szymon Sajnok (Q36.5), Norbert Banaszek und Michał Paluta (beide polnisches Nationalteam) vier Fahrer vom Hauptfeld ab. Nach 43 Kilometern wurde in Sobótka der erste Bonussprint ausgefahren, bei dem sich Szymon Sajnok vor Norbert Banaszek und Jan Maas die meisten Zeitbonifikationen sicherte. Nun begann die Straße zu steigen und führte auf den Przełęcz Tąpadła (385 m), wo bei Kilometer 53,5 eine Bergwertung der 3. Kategorie abgenommen wurde. Diese sicherte sich der Pole Michal Paluta. In Świdnica erfolgte nach 71,7 Kilometern der erste Zwischensprint, bei dem sich Norbert Banaszek durchsetzte. Über Modliszów ging es ins Riesengebirge, ehe Wałbrzych im Norden umfahren wurde. Kurz vor Czarny Bór, wo bei Kilometer 105,2 der zweite Bonussprint ausgefahren wurde, wurde ein weiterer nicht-kategorisierter Anstieg überquert. Die Zeitbonifikationen gingen erneut an Szymon Sajnok, Norbert Banaszek und Jan Maas. Nun folgte ein längeres Flachstück auf dem Kamienna Góra durchfahren wurde, bevor der Przełęcz Kowarska (709 m) aus östlicher Richtung erreicht wurde. Dieser wurde 19,3 Kilometer vor dem Ziel passiert und galt als Bergwertung der 2. Kategorie. Michal Paluta führte über die Passhöhe und stand somit als Führender der Bergwertung fest. Danach folgte eine längere Abfahrt, ehe der Schlussanstieg bei Kowary begann. Nachdem die Ausreißer eingeholt worden waren, begann die Auffahrt nach Karpacz, die aus zwei Abschnitten bestand und durch ein kurzes Flachstück getrennt war. 4,6 Kilometer vor dem Ziel wurde kurz vor der Kuppe der zweite Bonussprint ausgefahren. Diesen sicherte sich der Niederländer Pepijn Reinderink (Soudal Quick-Step), der sich kurzfristig vom mittlerweile stark dezimierten Hauptfeld absetzen konnte. Auf den letzten drei Kilometern lag die durchschnittliche Steigung bei rund 7 %, wobei auf den letzten Metern Rampen von bis zu 12,5 % absolviert werden mussten. Der Zielbereich befand sich auf der Olimpijska unweit des dortigen Parkplatzes. Auf den letzten ansteigenden Metern setzten sich zunächst Wilco Kelderman (Visma-Lease a Bike) und Jan Christen (UAE Team Emirates) ab, ehe Thibau Nys (Lidl-Trek) zum Etappensieg sprintete.
| Platz | Fahrer           | Nation | Team                    | Zeit                   |
| ----- | ---------------- | ------ | ----------------------- | ---------------------- |
| 01.   | Thibau Nys       | BEL    | Lidl-Trek               | 3:37:13 h (43,11 km/h) |
| 02.   | Wilco Kelderman  | NED    | Team Visma-Lease a Bike | + 0:03 min             |
| 03.   | Lukas Nerurkar   | GBR    | EF Education-EasyPost   | "                      |
| 04.   | Jonas Vingegaard | DEN    | Team Visma-Lease a Bike | + 0:06 min             |
| 05.   | Matej Mohorič    | SLO    | Bahrain Victorious      | "                      |
| 06.   | Diego Ulissi     | ITA    | UAE Team Emirates       | "                      |
| 07.   | Romain Grégoire  | FRA    | Groupama-FDJ            | "                      |
| 08.   | Jakob Fuglsang   | DEN    | Israel-Premier Tech     | "                      |
| 09.   | Rafał Majka      | POL    | UAE Team Emirates       | + 0:09 min             |
| 10.   | Nicola Conci     | ITA    | Alpecin-Deceuninck      | "                      |

| Platz | Fahrer           | Nation | Team                    | Zeit       |
| ----- | ---------------- | ------ | ----------------------- | ---------- |
| 01.   | Thibau Nys       | BEL    | Lidl-Trek               | 3:37:03 h  |
| 02.   | Wilco Kelderman  | NED    | Team Visma-Lease a Bike | + 0:07 min |
| 03.   | Lukas Nerurkar   | GBR    | EF Education-EasyPost   | + 0:09 min |
| 04.   | Jonas Vingegaard | DEN    | Team Visma-Lease a Bike | + 0:16 min |
| 05.   | Matej Mohorič    | SLO    | Bahrain Victorious      | "          |
| 06.   | Diego Ulissi     | ITA    | UAE Team Emirates       | "          |
| 07.   | Romain Grégoire  | FRA    | Groupama-FDJ            | "          |
| 08.   | Jakob Fuglsang   | DEN    | Israel-Premier Tech     | "          |
| 09.   | Rafał Majka      | POL    | UAE Team Emirates       | + 0:19 min |
| 10.   | Nicola Conci     | ITA    | Alpecin-Deceuninck      | "          |

### Etappe 2: Mysłakowice – Karpacz (15,4 km)
Die zweite Etappe wurde im Rahmen eines Bergzeitfahrens ausgetragen, das von Mysłakowice über 15,4 Kilometer nach Karpacz führte. Insgesamt mussten auf der Strecke rund 450 Höhenmeter absolviert werden. Auf den ersten Kilometern ging es meist flach über Kostrzyca nach Ściegny, wo die Straße nach sieben Kilometern stärker zu steigen begann. Die letzten Kilometer führten über dieselben Straßen, die auch im Finale der 1. Etappe genutzt wurden. Somit befand sich rund fünf Kilometer vor dem Ziel ein rund 2000 Meter langes Flachstück, ehe es zum Ziel auf der Olimpijska ging.
| Platz | Fahrer                | Nation | Team                      | Zeit                   |
| ----- | --------------------- | ------ | ------------------------- | ---------------------- |
| 01.   | Tim Wellens           | BEL    | UAE Team Emirates         | 0:23:59 h (38,52 km/h) |
| 02.   | Jonas Vingegaard      | DEN    | Team Visma-Lease a Bike   | + 0:09 min             |
| 03.   | Felix Großschartner   | AUT    | UAE Team Emirates         | + 0:15 min             |
| 04.   | Oscar Onley           | GBR    | Team dsm-firmenich PostNL | "                      |
| 05.   | Maximilian Schachmann | GER    | Red Bull–Bora–Hansgrohe   | + 0:21 min             |
| 06.   | Diego Ulissi          | ITA    | UAE Team Emirates         | + 0:34 min             |
| 07.   | Magnus Sheffield      | USA    | Ineos Grenadiers          | + 0:39 min             |
| 08.   | Raúl García Pierna    | ESP    | Arkéa-B&B Hotels          | + 0:40 min             |
| 09.   | Jan Christen          | SUI    | UAE Team Emirates         | + 0:41 min             |
| 10.   | Romain Grégoire       | FRA    | Groupama-FDJ              | + 0:42 min             |

| Platz | Fahrer                | Nation | Team                    | Zeit       |
| ----- | --------------------- | ------ | ----------------------- | ---------- |
| 01.   | Jonas Vingegaard      | DEN    | Team Visma-Lease a Bike | 4:01:27 h  |
| 02.   | Wilco Kelderman       | NED    | Team Visma-Lease a Bike | + 0:24 min |
| 03.   | Diego Ulissi          | ITA    | UAE Team Emirates       | + 0:25 min |
| 04.   | Romain Grégoire       | FRA    | Groupama-FDJ            | + 0:33 min |
| 05.   | Magnus Sheffield      | USA    | Ineos Grenadiers        | + 0:37 min |
| 06.   | Edoardo Zambanini     | ITA    | Bahrain Victorious      | + 0:45 min |
| 07.   | Yannis Voisard        | SUI    | Tudor Pro Cycling Team  | + 0:49 min |
| 08.   | Matej Mohorič         | SLO    | Bahrain Victorious      | "          |
| 09.   | Mikkel Frølich Honoré | DEN    | EF Education-EasyPost   | "          |
| 10.   | Felix Großschartner   | AUT    | UAE Team Emirates       | + 0:50 min |

### Etappe 3: Wałbrzych – Duszniki-Zdrój (156,5 km)
Die dritte Etappe führte von Wałbrzych durch das Riesengebirge nach Duszniki-Zdrój, wo sich das Ziel am Ende eines kurzen Anstiegs auf einer Höhe von 677 Metern befand. Der Start erfolgte vor dem Stara Kopalnia w Wałbrzychu, ehe es über hügliges Terrain zum Przełeczy Walimskiej (756 m) ging, wo nach 28,9 Kilometern die erste Bergwertung der 2. Kategorie abgenommen wurde. Hier sicherte sich Michał Paluta (polnisches Nationalteam) vor Jan Maas (Jayco AlUla) und Nicolas Debeaumarché (Cofidis) die meisten Punkte, nachdem sich das Trio in der frühen Rennphase abgesetzt hatte. Die anschließende Abfahrt führte zum einzigen Bonussprint, der nach 39,6 Kilometern in Pieszyce ausgefahren wurde. Hier setzte sich Nicolas Debeaumarché vor Jan Maas und Michał Paluta durch. Direkt im Anschluss begann die Straße erneut zu steigen und die Fahrer nahmen den Przełęcz Jugowska (801 m) in Angriff. Dieser galt als Bergwertung der 2. Kategorie und wurde nach 50,9 Kilometern überquert. Über Nowa Ruda ging es zur dritten Bergwertung der 2. Kategorie, die nach 67,6 Kilometern bei Góra Świętej Anny (606 m) abgenommen wurde. Beide Male führte Michał Paluta über die Kuppe und baute seinen Vorsprung in der Sonderwertung weiter aus. Nach der anschließenden Abfahrt erreichten die Fahrer bei Radków einen 45 Kilometer langen Rundkurs, den sie eineinhalb Mal absolvieren mussten. Zu Beginn der Schleife erfolgte die Auffahrt nach Karłów (746 m), die als Bergwertung der 2. Kategorie galt und nach 94,1 Kilometern zum ersten Mal überquert wurde. Obwohl sieben Fahrer zu der Spitzengruppe aufschließen hatten können, war es erneut Michał Paluta der sich die meisten Punkte bei der Bergwertung sicherte. Nach einem kurzen Plateau und einer längeren Abfahrt gelangten die Fahrer über Polanica-Zdrój und Wambierzyce zum Ausgangspunkt des Rundkurses zurück, ehe die Auffahrt nach Karłów zum zweiten Mal erfolgte. Diesmal wurde jedoch keine Bergwertung abgenommen. Im Anstieg schloss das mittlerweile stark reduzierte Hauptfeld nach einer Attacke des Gesamtführenden Jonas Vingegaard (Visma-Lease a Bike) zur Spitzengruppe auf, ehe die anschließende Abfahrt zum Zielort Duszniki-Zdrój führte, der rund vier Kilometer vor dem Ziel erreicht wurde. Im Finale wurden die Wojska Polskiego und Podgórze befahren, die nur leicht ansteigen. Rund einen Kilometer vor dem Ziel bogen die Fahrer rechts auf eine schmale Nebenstraße ab, die für 500 Meter mit mehr als 10 % anstieg und zur Duszniki Arena führte. Hier befand sich das Ziel, wobei die letzten 200 Meter leicht abschüssig verliefen. Die Etappe endete in einem Sprint aus einer kleinen Gruppe, den der Belgier Thibau Nys (Lidl-Trek) gewann.
| Platz | Fahrer                 | Nation | Team                            | Zeit                   |
| ----- | ---------------------- | ------ | ------------------------------- | ---------------------- |
| 01.   | Thibau Nys             | BEL    | Lidl-Trek                       | 4:03:21 h (38,58 km/h) |
| 02.   | Diego Ulissi           | ITA    | UAE Team Emirates               | "                      |
| 03.   | Wilco Kelderman        | NED    | Team Visma-Lease a Bike         | "                      |
| 04.   | Archie Ryan            | IRL    | EF Education-EasyPost           | "                      |
| 05.   | Magnus Sheffield       | USA    | Ineos Grenadiers                | "                      |
| 06.   | Edoardo Zambanini      | ITA    | Bahrain Victorious              | "                      |
| 07.   | Romain Grégoire        | FRA    | Groupama-FDJ                    | "                      |
| 08.   | Matej Mohorič          | SLO    | Bahrain Victorious              | "                      |
| 09.   | Jonas Vingegaard       | DEN    | Team Visma-Lease a Bike         | "                      |
| 10.   | Aurélien Paret-Peintre | FRA    | Decathlon AG2R La Mondiale Team | "                      |

| Platz | Fahrer                | Nation | Team                    | Zeit       |
| ----- | --------------------- | ------ | ----------------------- | ---------- |
| 01.   | Jonas Vingegaard      | DEN    | Team Visma-Lease a Bike | 8:04:48 h  |
| 02.   | Diego Ulissi          | ITA    | UAE Team Emirates       | + 0:19 min |
| 03.   | Wilco Kelderman       | NED    | Team Visma-Lease a Bike | + 0:20 min |
| 04.   | Romain Grégoire       | FRA    | Groupama-FDJ            | + 0:33 min |
| 05.   | Magnus Sheffield      | USA    | Ineos Grenadiers        | + 0:37 min |
| 06.   | Edoardo Zambanini     | ITA    | Bahrain Victorious      | + 0:45 min |
| 07.   | Yannis Voisard        | SUI    | Tudor Pro Cycling Team  | + 0:49 min |
| 08.   | Matej Mohorič         | SLO    | Bahrain Victorious      | "          |
| 09.   | Mikkel Frølich Honoré | DEN    | EF Education-EasyPost   | "          |
| 10.   | Felix Großschartner   | AUT    | UAE Team Emirates       | + 0:50 min |

### Etappe 4: Kudowa-Zdrój – Prudnik (195,3 km)

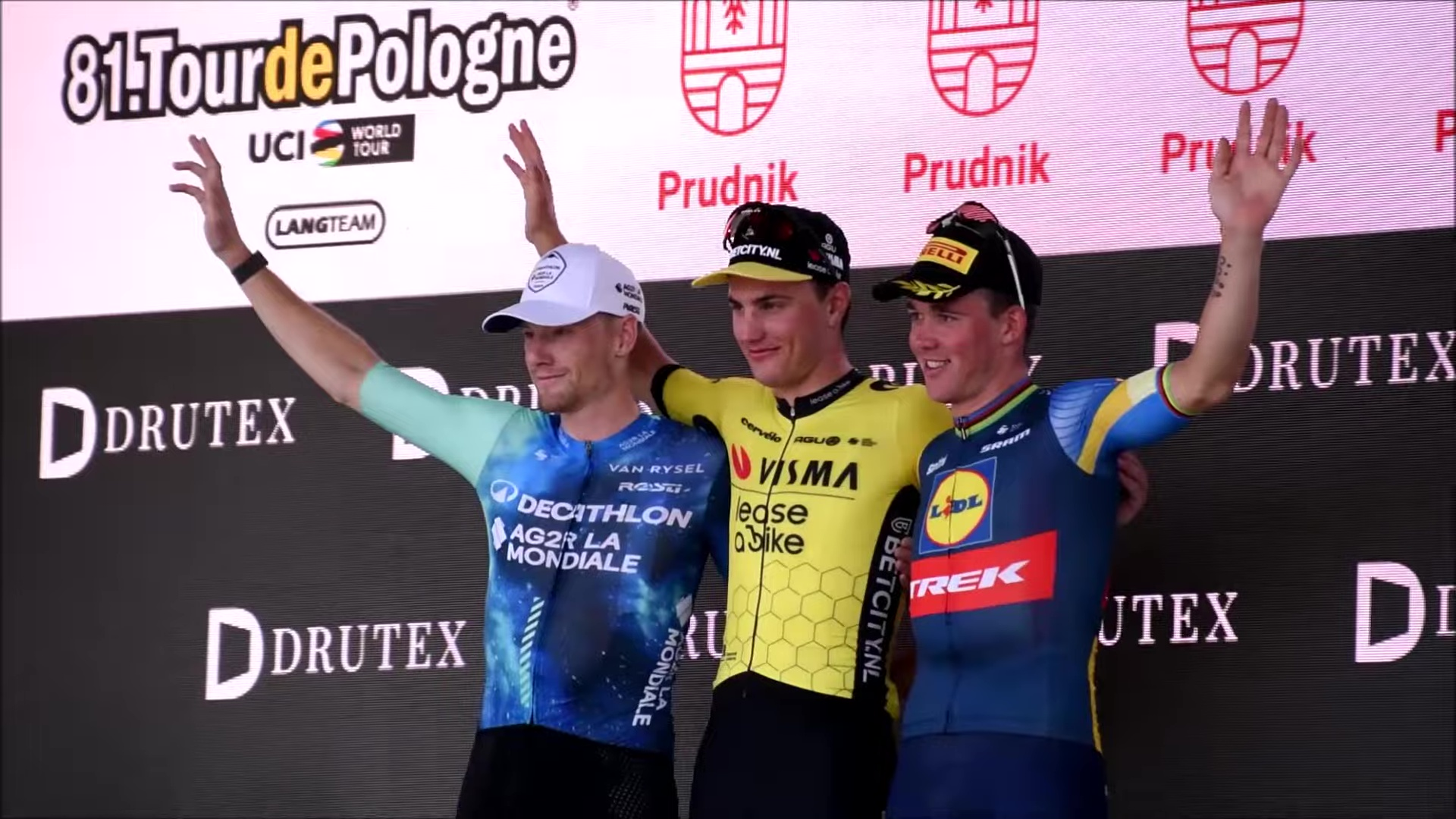
Kooij, Bennett und Pedersen in Prudnik

Die vierte Etappe startete in Kudowa-Zdrój und führte die Fahrer aus dem Riesengebirge ins östliche Prudnik. Gleich zu Beginn führte die Strecke über den Lisia Przełęcz (781 m) auf dem jedoch keine Bergwertung abgenommen wurde. Mit Michał Paluta (polnisches Nationalteam) und Szymon Sajnok (Q36.5) setzten sich hier zwei Fahrer vom Hauptfeld ab. Nachdem die ersten 6,5 Kilometer bergauf geführt hatten, folgte eine längere Abfahrt nach Polanica-Zdrój, ehe es flach nach Bystrzyca Kłodzka ging. Hier erfolgte nach 42,5 Kilometern ein Bonussprint, den Szymon Sajnok vor Michał Paluta gewann, ehe sich Matej Mohorič (Bahrain Victorious) die verbliebene Sekunde aus dem Hauptfeld sicherte. Im Anschluss an eine kleine Welle bei Ołdrzychowice Kłodzkie folgte mit dem Przełęcz Jaworowa (717 m) die einzige Bergwertung des Tages. Der Pass war als Anstieg der 2. Kategorie klassifiziert worden und wurde bei Kilometer 76,8 überquert. Michał Paluta gewann holte die meisten Punkte, ehe er und sein Begleiter von Norbert Banaszek und Kacper Gieryk (beide polnisches Nationalteam) eingeholt wurden. Nach der Abfahrt ging es von Złoty Stok nach Kamieniec Ząbkowicki und Ząbkowice Śląskie, wo einmal ein Bonussprint und einmal ein Zwischensprint bei den Kilometern 95 bzw. 104,5 ausgefahren wurden. Zwischenzeitlich war die vier Fahrer umfassende Ausreißergruppe zerfallen und mit Kacper Gieryk verblieb nur ein Fahrer an der Spitze des Rennens. Zuvor hatte er den zweiten Bonussprint gewonnen, nachdem sich Szymon Sajnok beim Zwischensprint durchgesetzt hatte. Matej Mohorič und Edoardo Zambanini (Bahrain Victorious) sicherten sich beim zweiten Bonussprint die weiteren Zeitgutschriften. Im Anschluss ging es nach Ziębice, ehe die Fahrtrichtung gen Süden drehte. Zwischen dem Jezioro Otmuchowskie und Jezioro Nyskie wird in Otmuchów ein dritter Bonussprint 48,2 Kilometer vor dem Ziel ausgefahren. Hier sicherte sich Matej Mohorič hinter Kacper Gieryk erneut zwei Bonussekunden, ehe der Führende Pole wenig später als letzter Ausreißer eingeholt wurde. Die letzten Kilometer führten flach über Głuchołazy nach Prudnik, wo sich der Zielstrich auf der Kościuszki vor dem Pomnik Hołdu Żołnierzom Polskim befand. Die Etappe endete in einem Massensprint.
| Platz | Fahrer                | Nation | Team                            | Zeit                   |
| ----- | --------------------- | ------ | ------------------------------- | ---------------------- |
| 01.   | Olav Kooij            | NED    | Team Visma-Lease a Bike         | 4:46:20 h (40,92 km/h) |
| 02.   | Sam Bennett           | IRL    | Decathlon AG2R La Mondiale Team | "                      |
| 03.   | Mads Pedersen         | DEN    | Lidl-Trek                       | "                      |
| 04.   | Jordi Meeus           | BEL    | Red Bull–Bora–Hansgrohe         | "                      |
| 05.   | Tim Merlier           | BEL    | Soudal Quick-Step               | "                      |
| 06.   | Stanisław Aniołkowski | POL    | Cofidis                         | "                      |
| 07.   | Gerben Thijssen       | BEL    | Intermarché-Wanty               | "                      |
| 08.   | Alberto Dainese       | ITA    | Tudor Pro Cycling Team          | "                      |
| 09.   | Jensen Plowright      | AUS    | Alpecin-Deceuninck              | "                      |
| 10.   | Phil Bauhaus          | GER    | Bahrain Victorious              | "                      |

| Platz | Fahrer                | Nation | Team                    | Zeit       |
| ----- | --------------------- | ------ | ----------------------- | ---------- |
| 01.   | Jonas Vingegaard      | DEN    | Team Visma-Lease a Bike | 12:51:08 h |
| 02.   | Diego Ulissi          | ITA    | UAE Team Emirates       | + 0:19 min |
| 03.   | Wilco Kelderman       | NED    | Team Visma-Lease a Bike | + 0:20 min |
| 04.   | Romain Grégoire       | FRA    | Groupama-FDJ            | + 0:33 min |
| 05.   | Magnus Sheffield      | USA    | Ineos Grenadiers        | + 0:37 min |
| 06.   | Matej Mohorič         | SLO    | Bahrain Victorious      | + 0:44 min |
| 07.   | Edoardo Zambanini     | ITA    | Bahrain Victorious      | "          |
| 08.   | Yannis Voisard        | SUI    | Tudor Pro Cycling Team  | + 0:49 min |
| 09.   | Mikkel Frølich Honoré | DEN    | EF Education-EasyPost   | "          |
| 10.   | Felix Großschartner   | AUT    | UAE Team Emirates       | + 0:50 min |

### Etappe 5: Katowice – Katowice (187,6 km)
Die fünfte Etappe wurde in einer Schleife ausgetragen, wobei Katowice als Start- und Zielort diente. Der Start erfolgte vor dem Spodek, ehe es über Mysłowice und Jaworzno in Richtung Westen ging. In Jaworzno wurde nach 21,4 Kilometern ein Bonussprint ausgefahren, ehe in Bukowno ein Rundkurs erreicht wird, der einmal gegen den Uhrzeigersinn befahren wurde. Die ersten Zeitbonifikationen gingen an Norbert Banaszek (polnisches Nationalteam), Johan Jacobs (Movistar) und Xabier Mikel Azparren (Q36.5), die sich in der frühen Rennphase absetzten. Der anschließende Rundkurs führte über mehrere nicht-kategorisierte Anstiege, wobei Olkusz und Sułoszowa durchfahren wurden. Etwa zur Hälfte der Renndistanz wurde bei Ojców (450 m) nach 96,6 Kilometern die einzige Bergwertung (3. Kategorie) abgenommen. Hier sicherte sich Johan Jacobs die meisten Punkte. Über Przeginia und Paczółtowice ging es zurück nach Bukowno, wo Xabier Mikel Azparren bei Kilometer 139,2 über den einzigen Zwischensprint führte. Nun verließen die Fahrer den Rundkurs und nutzen dieselben Straßen, um zurück nach Katowice zu gelangen. In Mysłowice wurde 19 Kilometer vor dem Ziel der zweite Bonussprint ausgefahren. Nachdem sich Norbert Banaszek die meisten Zeitbonifikationen gesichert hatte, wurde er als letzter Fahrer vom Hauptfeld eingeholt. Rund drei Kilometer vor dem Ziel waren Mads Pedersen (Lidl-Trek), Caleb Ewan (Jayco AlUla) und Phil Bauhaus (Bahrain Victorious) in einen Massensturz involviert. Der Zielstrich befindet sich am Ende einer langen Geraden vor dem Spodek auf der Aleja Walentego Roździeńskiego. Die Etappe wurde in einem Massensprint entschieden.
| Platz | Fahrer                | Nation | Team                      | Zeit                   |
| ----- | --------------------- | ------ | ------------------------- | ---------------------- |
| 01.   | Tim Merlier           | BEL    | Soudal Quick-Step         | 4:05:00 h (45,94 km/h) |
| 02.   | Jordi Meeus           | BEL    | Red Bull–Bora–Hansgrohe   | "                      |
| 03.   | Olav Kooij            | NED    | Team Visma-Lease a Bike   | "                      |
| 04.   | Jensen Plowright      | AUS    | Alpecin-Deceuninck        | "                      |
| 05.   | Jake Stewart          | GBR    | Groupama-FDJ              | "                      |
| 06.   | Davide Cimolai        | ITA    | Movistar Team             | "                      |
| 07.   | Danny van Poppel      | NED    | Red Bull–Bora–Hansgrohe   | "                      |
| 08.   | Stanisław Aniołkowski | POL    | Cofidis                   | "                      |
| 09.   | Andrea Pasqualon      | ITA    | Bahrain Victorious        | "                      |
| 10.   | Casper van Uden       | NED    | Team dsm-firmenich PostNL | "                      |

| Platz | Fahrer                | Nation | Team                    | Zeit       |
| ----- | --------------------- | ------ | ----------------------- | ---------- |
| 01.   | Jonas Vingegaard      | DEN    | Team Visma-Lease a Bike | 16:56:08 h |
| 02.   | Diego Ulissi          | ITA    | UAE Team Emirates       | + 0:19 min |
| 03.   | Wilco Kelderman       | NED    | Team Visma-Lease a Bike | + 0:20 min |
| 04.   | Romain Grégoire       | FRA    | Groupama-FDJ            | + 0:33 min |
| 05.   | Magnus Sheffield      | USA    | Ineos Grenadiers        | + 0:37 min |
| 06.   | Matej Mohorič         | SLO    | Bahrain Victorious      | + 0:44 min |
| 07.   | Edoardo Zambanini     | ITA    | Bahrain Victorious      | "          |
| 08.   | Yannis Voisard        | SUI    | Tudor Pro Cycling Team  | + 0:49 min |
| 09.   | Mikkel Frølich Honoré | DEN    | EF Education-EasyPost   | "          |
| 10.   | Felix Großschartner   | AUT    | UAE Team Emirates       | + 0:50 min |

### Etappe 6: Wadowice – Bukovina Resort (183,2 km)
Die sechste Etappe startete in Wadowice und endete nach 183,2 Kilometern mit einer Bergankunft beim Bukovina Resort auf einer Höhe von 937 Metern. Die ersten Kilometer führten großteils flach nach Kalwaria Zebrzydowska, wobei sich mit Davide Formolo (Movistar), Samuele Battistella (Astana Qazaqstan) und Silvan Dillier (Alpecin-Deceuninck) drei Fahrer vom Hauptfeld absetzten. Im Anschluss ging es Richtung Süden, ehe die Fahrtrichtung bei Zembrzyce gen Westen drehte und die nicht-kategorisierte Auffahrt nach Krzeszów (531 m) begann. Nach der Abfahrt ging es auf den Przełęcz Przysłop (678 m), wo ebenfalls keine Bergwertung abgenommen wurde. Auch auf dem höchsten Punkt der Rundfahrt, dem Przełęcz Krowiarki (1017 m) wurden keine Punkte vergeben. Nach den ersten drei längeren Anstiegen folgte eine kürzere Abfahrt, die die Fahrer auf ein Hochplateau leitete. Hier erreichten die Fahrer bei Szaflary einen Rundkurs, der eineinhalb Mal befahren werden musste. Auf diesem wurde bei Kilometer 80,4 ein Bonussprint in Jabłonka ausgefahren, ehe mit dem Ściana Bukovina (983 m) und Ściana Harnaś (885 m) zwei Bergwertungen der 1. Kategorie bei den Kilometermarken 123,5 und 136,5 überquert wurden. Davide Formolo sicherte sich vor Silvan Dillier und Samuele Battistella die meisten Bonussekunden, ehe Tobias Foss (Ineos Grenadiers) vor den beiden Bergwertungen antrat. Der Norweger setzte sich gemeinsam mit Archie Ryan (EF Education-EasyPost), Tim Wellens (UAE Team Emirates) und Mick van Dijke (Visma-Lease a Bike) vom Hauptfeld ab und schloss wenig später zu den drei Spitzenreitern auf. Die beiden ersten Bergwertungen gingen jedoch noch mit Silvan Dillier und Davide Formolo an zwei Fahrer der ehemaligen Ausreißergruppe. Bei der zweiten Durchfahrung von Szaflary wurde 22,7 Kilometer vor dem Ziel ein Bonussprint ausgefahren, wobei sich Mick van Dijke die meisten Zeitbonifikationen vor Archie Ryan und Tim Wellens sicherte. Im Anschluss wurde der Ściana Bukovina ein zweites Mal überquert und es kam zu den ersten Angriffen der Gesamtklassement-Fahrer. 12,2 Kilometer vor dem Ziel wurde die letzte Bergwertung der 1. Kategorie ausgefahren, die sich Ryan Archie als letzter verbliebener Fahrer der Ausreißergruppe sicherte. Nach der anschließenden Abfahrt erfolgte die Auffahrt zum Bukovina Resort über die 960 aus nördlicher Richtung. Etwa 2500 Meter vor dem Ziel wurden die höchsten Steigungsprozente von rund 10 % erreicht, ehe es bei geringer Steigung zum Zielstrich ging, der sich auf einer Höhe von 937 Metern befand. Ryan Archie wurde als letzter Fahrer rund zwei Kilometer vor dem Ziel von einer 20 Fahrer umfassenden Gruppe gestellt, aus der sich Thibau Nys (Lidl-Trek) im Sprint durchsetzte.
| Platz | Fahrer                 | Nation | Team                            | Zeit                  |
| ----- | ---------------------- | ------ | ------------------------------- | --------------------- |
| 01.   | Thibau Nys             | BEL    | Lidl-Trek                       | 4:26:06 h (41,3 km/h) |
| 02.   | Diego Ulissi           | ITA    | UAE Team Emirates               | "                     |
| 03.   | Oscar Onley            | GBR    | Team dsm-firmenich PostNL       | "                     |
| 04.   | Jonas Vingegaard       | DEN    | Team Visma-Lease a Bike         | "                     |
| 05.   | Wilco Kelderman        | NED    | Team Visma-Lease a Bike         | "                     |
| 06.   | Andrea Bagioli         | ITA    | Lidl-Trek                       | "                     |
| 07.   | Aurélien Paret-Peintre | FRA    | Decathlon AG2R La Mondiale Team | "                     |
| 08.   | Edoardo Zambanini      | ITA    | Bahrain Victorious              | "                     |
| 09.   | Matej Mohorič          | SLO    | Bahrain Victorious              | "                     |
| 10.   | Frederik Wandahl       | DEN    | Red Bull–Bora–Hansgrohe         | "                     |

| Platz | Fahrer                | Nation | Team                      | Zeit       |
| ----- | --------------------- | ------ | ------------------------- | ---------- |
| 01.   | Jonas Vingegaard      | DEN    | Team Visma-Lease a Bike   | 21:22:14 h |
| 02.   | Diego Ulissi          | ITA    | UAE Team Emirates         | + 0:13 min |
| 03.   | Wilco Kelderman       | NED    | Team Visma-Lease a Bike   | + 0:20 min |
| 04.   | Romain Grégoire       | FRA    | Groupama-FDJ              | + 0:33 min |
| 05.   | Magnus Sheffield      | USA    | Ineos Grenadiers          | + 0:37 min |
| 06.   | Matej Mohorič         | SLO    | Bahrain Victorious        | + 0:44 min |
| 07.   | Edoardo Zambanini     | ITA    | Bahrain Victorious        | "          |
| 08.   | Yannis Voisard        | SUI    | Tudor Pro Cycling Team    | + 0:49 min |
| 09.   | Mikkel Frølich Honoré | DEN    | EF Education-EasyPost     | "          |
| 10.   | Oscar Onley           | GBR    | Team dsm-firmenich PostNL | + 0:53 min |

### Etappe 7: Wieliczka – Krakau (142,1 km)
Die siebte und letzte Etappe startete in Wieliczka und führte auf großteils flachen Straßen nach Krakau, wo das Rennen auf dem traditionellen Rundkurs zu Ende ging. Der Start erfolgte in Wieliczka vor der dortigen Salzmine, ehe es ins südliche Dobczyce ging. Mit Archie Ryan, Jack Rootkin-Gray (beide EF Education-EasyPost), Marcin Budziński (polnisches Nationalteam) und Rémi Cavagna (Movistar) setzten sich früh vier Fahrer vom Hauptfeld ab. Vorbei am Jezioro Dobczyckie ging es nach Myślenice, wo bei Kilometer 32,4 der einzige Zwischensprint ausgefahren wurde. Hier sicherte sich Marcin Budziński vor Rémi Cavagna und Jack Rootkin-Gray die meisten Bonussekunden. Nach einer kurzen, nicht-kategorisierten Steigung ging es weiter nach Sułkowice, Lanckorona und Stryszów, bevor die Strecke vorbei an Wadowice ins nördliche Ryczów führte. Unweit der Weichsel ging es nach Czernichów und Kaszów, wo bei den Kilometern 101,6 und 105,4 jeweils ein Zwischensprint ausgefahren wurde. Beide Male setzte sich hier der Pole Marcin Budziński durch. Nach 124,7 Kilometern wurde der finale Rundkurs erreicht, der eine Länge von 5,1 Kilometern aufwies und dreimal absolviert werden musste. Dieser führte unter anderem an dem Nationalmuseum vorbei, wobei sich der Zielstrich vor dem Cracovia-Stadion befand. Archie Ryan und Marcin Budziński wurden erst rund drei Kilometer vor dem Ziel als letzte Fahrer der Ausreißergruppe eingeholt, ehe es zu einem Massensprint kam.
| Platz | Fahrer           | Nation | Team                            | Zeit                  |
| ----- | ---------------- | ------ | ------------------------------- | --------------------- |
| 01.   | Olav Kooij       | NED    | Team Visma-Lease a Bike         | 3:04:08 h (46,3 km/h) |
| 02.   | Tim Merlier      | BEL    | Soudal Quick-Step               | "                     |
| 03.   | Gerben Thijssen  | BEL    | Intermarché-Wanty               | "                     |
| 04.   | Casper van Uden  | NED    | Team dsm-firmenich PostNL       | "                     |
| 05.   | Jensen Plowright | AUS    | Alpecin-Deceuninck              | "                     |
| 06.   | Jordi Meeus      | BEL    | Red Bull–Bora–Hansgrohe         | "                     |
| 07.   | Elmar Reinders   | NED    | Team Jayco AlUla                | "                     |
| 08.   | Oliver Naesen    | BEL    | Decathlon AG2R La Mondiale Team | "                     |
| 09.   | Ben Swift        | GBR    | Ineos Grenadiers                | "                     |
| 10.   | Edward Theuns    | BEL    | Lidl-Trek                       | "                     |

| Platz | Fahrer                | Nation | Team                      | Zeit       |
| ----- | --------------------- | ------ | ------------------------- | ---------- |
| 01.   | Jonas Vingegaard      | DEN    | Team Visma-Lease a Bike   | 24:26:22 h |
| 02.   | Diego Ulissi          | ITA    | UAE Team Emirates         | + 0:13 min |
| 03.   | Wilco Kelderman       | NED    | Team Visma-Lease a Bike   | + 0:20 min |
| 04.   | Romain Grégoire       | FRA    | Groupama-FDJ              | + 0:33 min |
| 05.   | Magnus Sheffield      | USA    | Ineos Grenadiers          | + 0:37 min |
| 06.   | Matej Mohorič         | SLO    | Bahrain Victorious        | + 0:44 min |
| 07.   | Edoardo Zambanini     | ITA    | Bahrain Victorious        | "          |
| 08.   | Yannis Voisard        | SUI    | Tudor Pro Cycling Team    | + 0:49 min |
| 09.   | Mikkel Frølich Honoré | DEN    | EF Education-EasyPost     | "          |
| 10.   | Oscar Onley           | GBR    | Team dsm-firmenich PostNL | + 0:53 min |

## Wertungen im Verlauf
| Etappe         | Etappensieger  | Gesamtwertung    | Sprintwertung    | Bergwertung   | aktivster Fahrer | Teamwertung       |
| -------------- | -------------- | ---------------- | ---------------- | ------------- | ---------------- | ----------------- |
| 1              | Thibau Nys     | Thibau Nys       | Thibau Nys       | Michał Paluta | Szymon Sajnok    | UAE Team Emirates |
| 2              | Tim Wellens    | Jonas Vingegaard | Jonas Vingegaard | Michał Paluta | Szymon Sajnok    | UAE Team Emirates |
| 3              | Thibau Nys     | Jonas Vingegaard | Diego Ulissi     | Michał Paluta | Szymon Sajnok    | UAE Team Emirates |
| 4              | Olav Kooij     | Jonas Vingegaard | Diego Ulissi     | Michał Paluta | Szymon Sajnok    | UAE Team Emirates |
| 5              | Tim Merlier    | Jonas Vingegaard | Diego Ulissi     | Michał Paluta | Norbert Banaszek | UAE Team Emirates |
| 6              | Thibau Nys     | Jonas Vingegaard | Diego Ulissi     | Michał Paluta | Norbert Banaszek | UAE Team Emirates |
| 7              | Olav Kooij     | Jonas Vingegaard | Diego Ulissi     | Michał Paluta | Norbert Banaszek | UAE Team Emirates |
| Wertungssieger | Wertungssieger | Jonas Vingegaard | Diego Ulissi     | Michał Paluta | Norbert Banaszek | UAE Team Emirates |